# Assiniboine River
Assiniboine River 1.070 km lang flod som løber over prærierne i det vestlige Canada i provinserne Saskatchewan og Manitoba. Den er et tilløb til Red River. Assiniboine er en typisk meanderende flod. Dens hovedtilløb er floderne Qu'Appelle, Souris og Whitesand.
Floden har navn efter First Nations-folket Assiniboine.

## Flodens løb
Assiniboine River kommer fra den østlige del af Saskatchewan øst for byen of Kelvington på det øvre prærieniveau ovenfor Manitoba Escarpment (Manitobaskrænten). Assiniboine River løber gennem tre zoner med forskellige karakteristika. Oven for Brandon, løber hovedstammen af floden og dens bifloder i en meget stor dal, som blev skåret af store smeltevandsfloder ved afslutningen af sidste istid. Denne flodslette udgør et et stort reservoirvolumen som muliggjorde oprettelsen af dæmningen Shellmouth Dam i nærheden af byen Russell. Hovedtilløbene på denne strækning er floderne Qu’Appelle, Shell og Little Saskatchewan.
Istidsstrømmende dannede et stort delta øst for Brandon som udvider sig næsten til Portage la Prairie. Floden har eroderet ned gennem sedimenterne i deltaet og skåret en snæver dal, og falder omkring 150 meter til Lake Agassiz – Red River Plain. Souris River er hovedtilløbet på denne strækning.
I nærheden af Portage la Prairie løber floden fra deltaet ud på den relativt Red River Sletten (bunden af den tidligere gletsjersø Lake Agassiz) og løber til sidst ud i Red River ved "The Forks" i Winnipeg.
Andre tilløb er Whitesand River som løber til ved Kamsack, Souris River, som løber til ved Wawanesa, Birdtail River ved Birdtail Sioux First Nation.

## Eksterne kilder og henvisninger
1. ↑  "Natural Resources Canada-Canadian Geographical Names (Assiniboine River)". Hentet 2014-08-29.
2. ↑  "Atlas of Canada Toporama". Hentet 2014-08-29.
3. ↑  R. Douglas, Place names of Manitoba, Geographic Board of Canada, Department of Interior, Canada, 1933 Robert Douglas fra Geographical Board of Canada skrev i 1933 flere kommentarer om navnet: "The name commemorates the Assiniboine natives called by La Vérendrye in 1730 'Assiniboils' and by Governor Knight in 1715 of the Hudson's Bay Company 'stone Indians.' Assiniboine is the name of an First nation and is derived from the Ojibwe words 'asin' a stone and 'bwaan' the Sioux, hence Stony Sioux name was possibly given because they used heated stones in cooking their food."

- Wikimedia Commons har flere filer relateret til Assiniboine River